# Myotis welwitschii
Myotis welwitschii es una especie de murciélago de la familia de los vespertiliónidos. Vive en Angola, Burundi, la República Democrática del Congo, Etiopía, Guinea, Kenia, Malawi, Mozambique, Ruanda, Sudáfrica, Sudán, Tanzania, Uganda, Zambia y Zimbabue. Tiene una gran variedad de hábitats naturales, incluyendo los bosques secos tropicales, bosques húmedos tropicales de montano, las sabanas secas y húmedas, los matorrales y los herbazales situados a grandes altitudes. Se cree que no hay ninguna amenaza significativa para la supervivencia de esta especie.